# Белки на акации
Белки на акации — российская музыкальная группа, основанная в 2004 году в городе Краснодаре. Сама группа определяет свой стиль как «симбиоз направлений alternative, reggae, indie, disco и pop».

## История группы

### Создание группы и история названия
Группа была основана вокалистом Александром Труфманом и Игорем Арефьевым, которые познакомились 24 декабря 2004 года через общего друга и начали совместно играть музыку «на балкончиках и кухоньках». Среди основных музыкальных вдохновений того периода музыканты называют группы 5'Nizza. Среди других любимых музыкантов Игорь Арефьев называет Dave Matthews Band, Coldplay, «Сплин», Uma2rman и Markscheider Kunst.
Рассказывая о происхождении названия группы, вокалист Александр Труфман заявил:
Когда-то давно, когда мне было лет восемнадцать, я уснул на природе под акацией. Когда проснулся и открыл глаза, увидел воробья на дереве, но спросонья сказал: «О, белка на акации». Ребят, которые отдыхали рядом, почему-то это развеселило, а я подумал, что словосочетание неплохо звучит и хорошо бы его использовать в какой-нибудь песне. Когда в 2005 году нам с Игорем срочно надо было придумать название группы, я о нём вспомнил.Александр Труфман, интервью порталу afishaone.ru
В первоначальном полноценном составе группы присутствовали Александр Труфман (вокал), Игорь Арефьев (гитара, вокал), и Николай Туманян (аккордеон). Группа в основном сочиняла и исполняла песни в стиле регги. Одно из первых выступлений группы состоялось на регги-фестивале «Зелёная Планета» в Краснодаре в 2005 году, в котором также приняли участие группы Наоборот и Джа Дивижн.

### Запись альбома «Крот Пьет Сок»
Как говорят сами участники группы в интервью, первый альбом записывался еще без полноценного состава, поэтому в нем можно услышать лишь гитару, барабаны и вокал. С появлением в группе Дмитрия Ольховатского запись пошла быстрее, так как у того была собственная студия звукозаписи TRB RECORDS.
25 января 2012 года прошел онлайн-концерт группы на площадке Jivoe.TV.
В следующем году Белки на акации приняли выступили на фестивалях «Нашествие» и Kubana
В 2017 году группа выступила на фестивале «Стереопикник» в Краснодаре.
Кроме того, группа отыграла концерты в эфирах радио «Маяк» и «Нашего радио».

### 2016 - настоящее время. Запись альбома «Подпись.Точка»и дальнейшие планы
В 2016 году группа продолжила активную концертную деятельность: помимо нескольких концертов в Краснодаре состоялись концерты в Армавире, Ростове-на-Дону, Волгодонске, Волгограде, Ставрополе, Сочи, Новороссийске, Санкт-Петербурге, Москве, Белореченске, Веселовке, Туле, Анапе.
21 марта вышла совместная песня с группой «Доза Радости». В этом же году песня «Недоволен» вошла в саундтрек сериала «Универ. Новая общага».
По словам музыкантов, работа над новой записью началась еще в 2016 году. Работа давалась музыкантам тяжело, но все хорошо пошло, когда «раскрутился маховик звукозаписи». Изначально была идея выпустить двойной альбом, так как в записи явно выделяются электронные и акустические аранжировки, но позже было принято решение выпустить альбом в обычном виде.
Альбом не получил большого внимания от именитых музыкальных критиков, но некоторые слушатели и администраторы музыкальных пабликов оставили о нем в основном положительные отзывы. Так, на сайте AstartaView Алексей Иренеев высказал мнение, что «ребята на сто процентов оправдывают свои географические широты и играют очень жаркий, лёгкий, по-настоящему летний материал, под который будет совершенно естественно отдыхать, мечтать и верить в чудеса», охарактеризовав музыку альбома как «по-настоящему южный рок, под звуки которого так естественно вспомнить Эно Рауда и его “Муфту, Полботинка и Моховую Бороду”, взять пива и отправиться с рюкзаком в сторону ближайший лесополосы». Авторы паблика VK «Другая музыка» охарактеризовали музыку группы на альбоме следующим образом: «У них нет модного саунда, но у них есть песни, которые западают глубоко и надолго».
Презентация альбома состоялась 17 мая 2019 года в Краснодаре.
В июле 2021 года состоялся сольный релиз Александра Труфмана «Пушка Бомба Огонёк».

## Оценки деятельности
Белки на акации, наравне с Триадой и группой Маша и медведи входят в список самых популярных музыкантов Краснодара по версии журнала Wday.ru.
Музыкальные композиции группы представлены в ротации таких радиостанций, как «Наше радио» и 101.ru. На портале Last.fm по состоянию на февраль 2023 года у группы насчитывается более 6 000 слушателей и более 118 тысяч прослушиваний.
В то же время, как отмечает кандидат исторических наук и преподаватель КГИК М. С. Симонян, фанатское сообщество группы считается одним из самых многочисленных в городе Краснодаре.

## Состав
- Александр Труфман (вокал, губная гармошка)
- Игорь Арефьев (вокал, гитара)
- Дмитрий Ольховатский (клавиши, запись, сведение)
- Радж (ударные)[28]

## Дискография

### Полноформатные альбомы
- Крот Пьет Сок — 2008 год
- Запись Дубля — 2010 год
- Порокопоп — 2011 год
- Дети Других Звезд — 2013 год
- Губы-Зубы — 2015 год
- Подпись.Точка — 2019 год